# Теории уголовного наказания
Право государства карать и наказывать лиц, преступивших закон, с давних пор является предметом внимания философов. Было разработано достаточно много философских теорий, посвящённых наказанию: его природе, целям и воздействию.

## Наказание как возмездие

### Исторические теории наказания — возмездия
Исторически первым является понимание наказания как воздаяния или возмездия — принцип, в силу которого зло оплачивается злом, а добро — добром. Воздаяние и возмездие с древних времён иногда принимали за справедливое основание наказания. В самой мести видели врождённое человеку чувство справедливости, вполне инстинктивное, не знающее границ и не руководящееся другим принципом, кроме уравнения мести, с тем злом, которое вызвало её. В законодательстве Моисея начало «око за око, зуб за зуб» было не только выражением начала воздаяния, но и мерою воздаяния.
Так называемые абсолютные теории наказания (по классификации, предложенной Карлом Соломоном Цахариэ), или, точнее, — теории необходимости наказания (по терминологии R. Heinze), видят в наказании проявление безусловной справедливости, требующей возмездия за причинённое преступлением зло или воздаяния за него.
Мысли о возмездии как основе наказания встречаются у классических писателей (напр. Цицерона), римских юристов, схоластиков и представителей школы естественного права. Ульпиан называет наказание возмездием за причинённый преступлением вред; самое преступление поэтому как бы предуготовляет наказание. О возмездии как основе наказания говорит и Фома Аквинский.
Гуго Гроций («О праве войны и мира», 1625), хотя и не находит принцип возмездия достаточным для обоснования права наказания, но считает наказание естественным правом с одной стороны и естественною обязанностью — с другой. Самое наказание есть не что иное, как зло, которое должен нести всякий за зло, им причинённое; преступник, совершая преступление, как бы заранее соглашается нести и наказание.
Наконец, Лейбниц («Теодицея», 1710), высказывает мысль о том, что наказание есть требование справедливости как возмездие за дурное деяние.

### Философские концепции наказания в трудах Канта
Первым философом, признавшим идею возмездия единственным основанием наказания, был Кант («Metaphysische Anfangsgründe der Rechtslehre», 1797). Его теория является своего рода протестом против взглядов на наказание как на средство для достижения государством определённых целей, устрашения государством своих граждан (Томас Гоббс). Эти взгляды были поколеблены ещё договорными теориями образования государства (Ж. Ж. Руссо) и гуманитарными теориями уголовного права, ярким представителем которых был Беккариа; но эти авторы не давали твёрдого принципа для меры наказания и допускали поэтому возможность произвола в оценке преступлений и обложении их наказанием.
Врагом этого направления явился Кант, который исходил из принципа уважения человеческого достоинства (persönliche Würde), служащего источником нравственных законов и ведущего к нравственному порядку в общежитии. Кант не мог мириться с представлением о благе, достигаемом путём наказания, то есть пользованием личностью человека, хотя и преступного, как средством для достижения каких-либо, даже и возвышенных целей. Применение наказания с целью предупреждения преступлений Кант называет принципом, уничтожающим всякую справедливость и узаконяющим фарисейский афоризм: «лучше одному человеку умереть, чем всему народу погибнуть».
Познание этических безусловных законов немыслимо, но познание добра (Gut) дается присущими разуму неотразимыми нормами практической деятельности человека, создающими безусловные императивы; один из таких императивов — возмездие. Преступление в силу категорического императива неизбежно влечет за собою наказание; последнее настолько необходимо, что если бы человеческое общество по взаимному согласию всех его членов должно было распасться, то прежде, чем разойтись, оно должно было бы казнить преступника, находящегося в тюрьме, дабы всякому воздано было по делам его. Содержание наказания и мера его основаны на том же безусловном категорическом императиве. Равное причиненному злу воздаяние (jus talionis) — вот мерило наказуемости. Кант не отрешается, однако, от установленных видов карательных мер; за кражу, например, он не предлагает установить только денежную ответственность; ему поэтому приходится путём больших натяжек доказывать соответствие между кражей и лишением свободы.
Теория Канта не имела успеха среди криминалистов; нельзя не отметить также и того обстоятельства, что даже приверженцы его философской критической системы не признали возможным следовать за ним в вопросе о наказании.
Пауль Анзельм фон Фейербах, кантианец, создал теорию наказания, совершенно противоположную теории Канта. Но нельзя отрицать громадного значения, которое для уголовного правосудия и для карательной политики имела идея воздаяния. Как до Беккарии, так и после него в вопросе о наказании главным образом обращали внимание на цель его. Целесообразность заменяла собою справедливость и не давала твердых начал для руководства при определении и применении наказаний.

### Развитие идей Канта более поздними учёными
Со времени Канта стали серьёзнее относиться к вопросу о соответствии наказания с содеянным. Вскоре после Канта появляются попытки разрешения вопроса о карательной системе путём применения абсолютного принципа возмездия. Так, Карл Соломон Цахариэ («Anfaugsgründe des philosophischen Criminalrechts», 1805 год) старается доказать, что возмездием за всякое преступление, которое, по его мнению, представляется вторжением в сферу свободы потерпевшего, должно быть карание соответственным лишением свободы.
Другой криминалист — Генке («Ueber den Streit der Strafrechtstheorien», 1811) — соединяет идеи Канта о возмездии с мыслями Платона о преступлении как болезни и о наказании как лечении и практически приходит к исправлению, которое служит конечной целью наказания.
Ещё более благотворной оказалась идея возмездия в соединении с признанием целесообразности в наказании (теория, отчасти напоминающая теорию Гуго Гроция). Возмездие — основание права наказания; но применение наказания государственною властью, озабоченною не осуществлением нравственных принципов, а обеспечением известных благ, должно стремиться к осуществлению той или другой благой цели. Такое соединение идей возмездия и целесообразности делалось, главным образом, французскими криминалистами (Rossi, «Traité du droit pénal», 1829; Haus, «Principes généraux du droit pénal belge», 1869; его же, «Du principe d’expiation considéré; comme base de la loi morale», 1865; Ortolan, «Eléments du droit pénal»; Mittermaier, «Neues Archiv des Criminalrechts», 1836; Pessina, «Dello svolgimento storico della doctrina dell’espiazione corne fondamento del diritto pénale», 1863; Garraud, «Traité théorique et pratique du droit pénal français», I, 1888).
После Канта неоднократно возвращались к мысли о возмездии как единственном нравственном принципе, руководящем наказанием. Так, Гербарт и за ним Гейер («Geschichte und System der Rechtsphilosophie», 1863; «Grundriss des deutsch. Strafrechts», Мюнхен, 1885) полагают, что наказание есть возмездие, необходимое в силу эстетической гармонии, которую разрушает преступление.

### Наказание — воздаяние в трудах Гегеля
Особенное значение как для развития философской мысли, так и в доктрине уголовного права имела теория диалектического возмездия Гегеля («Grundlinien der Philosophie des Rechts», herausgegeben von Gans, 1854). По учению Гегеля, наказание является необходимым возмездием со стороны самого права, как выражения разумной, свободной воли, за преступление, которое является выражением частной воли, отрицающей право. Преступление — логическая антитеза права, отрицание его (Negation des Rechts), и так как ни одно понятие не допускает самопротиворечия, то право должно предполагать и отрицание отрицания его, то есть преступления (Negation der Negation); право должно восстановить себя путём возмездия за нарушение его, иначе говоря — подчинить частную, оппозиционную волю самосущей разумно-свободной воле, праву.
Возмездие, то есть по Гегелю, требует, однако, не арифметического равенства (Gleichheit), а геометрической пропорциональности, равноценности (Werth). Особенно известен афоризм Гегеля, что наказание, стремящееся примирить частную волю с правом, есть право преступника, так как и в преступнике существует разум, требующий наказания за преступление. Учение Гегеля с некоторыми поправками принято многими немецкими криминалистами. (Hälschner, «System des preussischen Strafrechts», 1858; «Das gemeine deutsche Strafrecht», 1888; Berner, («Neues Archiv des Criminalrechts», 1845; Köstlin, «Neue Revision der Grundbegriffe des Criminalrechts», 1845; «System des d. Strafrechts», 1855).

## Утилитарные теории
По мнению авторов этой группы теорий, единственную и исключительную цель карательной деятельности государства составляет прямое или косвенное устранение последствий преступления. Оно служит её теоретическим и практическим оправданием.
По их мнению, государство обязано принимать предупредительные меры против преступлений, а так как наказание отнимает у преступника физическую возможность вредить, устрашает других и уничтожает готовность или решимость на совершение новых преступлений и тем исправляет преступника, то наказание является необходимой предупредительной мерой, и в этом его оправдание: наказание законно потому, что оно полезно или, правильнее говоря, необходимо, и потому, что причиняемые им страдания преступнику не могут выдержать сравнения с огромным количеством пользы, приносимой им для общества.

### Теория устрашения
Одной из наиболее старых утилитарных теорий является теория устрашения наказанием лиц, готовящихся совершить преступление. Её основания можно найти в дигестах, в средневековых кодексах, в Каролине, в Соборном уложении 1649 года; в доктрине она была весьма распространена в конце XVIII—начале XIX века, а в жизни её сторонники встречаются и в настоящее время.
Конечная цель карательного закона, по воззрению этого учения, заключается в том, чтобы осуществлением наказания произвести впечатление, способное удержать преступника от дальнейших посягательств на общественное спокойствие и других от подражания его примеру. Между тем пример, созданный преступлением, хотя и может иногда воздержать других от задуманного преступления, указывая им всю гнусность порока и злодеяния, но всего чаще он увлекает склонных к этому на ту же дорогу, указывая возможность, легкость, а иногда и способы учинения подобных посягательств. Потому-то государство и должно суровостью казней уничтожить пагубное влияние примера, оно должно наказывать, как говорило наше Уложение 1649 года: «чтобы иным не повадно было так делать», «чтобы иные, смотря на то, казнились и от того злого дела унялись».
При этом наказание должно быть не только по возможности жестоко, чтобы внушать спасительный страх, но оно должно поражать своим внешним видом, самим обрядом его исполнения. Оттого необходимой принадлежностью этой системы является, по крайней мере у её наиболее последовательных сторонников, квалифицированная смертная казнь, исполняемая по возможности при большом стечении народа, публичные телесные наказания, при которых брызги крови и крики наказываемых надолго бы сохранились в памяти зрителей, различные осрамительные наказания и т. д.
Наказываемый и его преступление являются не основанием, а только поводом для благотворного воздействия на массы, к подсудимому нет милости и сострадания; отношение к нему характеризуется сделавшиеся почти юридической поговоркой ответом английского судьи вору, приговоренному им к смертной казни за кражу лошади и заявившему, что наказание слишком жестоко и несоразмерно: «Не потому ты будешь повешен, что украл лошадь, а для того, чтобы не крали других лошадей». Даже, строго говоря, для применения наказания нет особенной нужды, чтобы вина наказываемого была доказана, так как примерности наказания вовсе не зависит от этого условия.
Как замечает проф. Кистяковский: «В средние века устрашение было действительным устрашением. По городам на площадях возвышались прочно построенные виселицы, на которых постоянно висело несколько десятков казненных. По временам воздвигались костры, после которых оставался в иных местах лес обгорелых столбов как памятник казней; здесь был выставлен колесованный, там шел ряд кольев с воткнутыми на них головами, в другом месте были прибиты различные члены казненных. Если казнили далеко от места совершения преступления, то части казненных посылались для выставки в том месте. Большие дороги представляли иногда ту же картину. В обществе всегда можно было встретить людей то заклейменных, то без ушей, то без носа, то без руки или ноги, которые отняты были в виде наказания. Чем тяжелее было преступление, чем жесточе хотели наказать, тем торжественнее совершали казнь, с процессиями, народ собирали звоном колоколов. Если нужно было дать особенный урок народу, спрашивали мнение специалистов или спрашивали у судов, какие самые примерные, т. е. самые жестокие казни им известны и у них употребляются. Словом, теория устрашения проводилась самым последовательным и энергическим образом; думали отвратить народ от преступления путём, так сказать, наглядного обучения».
Более поздние теории устрашения устанавливают, что устрашительность наказания должна заключаться не во впечатлении казней, а в сознании неизбежности наказания. Всякий соблазн к преступлению исчезнет, как скоро укоренится мнение, что за всяким преступлением неминуемо должно следовать осуждение и наказание. В факте неизбежности наказания заключается достаточное основание для воздержания: угроза смертной казнью, если она из 10 преступников не применяется к 9, менее действительна, чем угроза тюрьмою, если только угроза неминуемо осуществляется по отношению ко всякому преступлению.

### Теория предупреждения
По мнению авторов данных теорий, закон может и должен требовать от каждого гражданина правомерной воли, из каких бы мотивов она ни выходила (в этом право и отлично от нравственности), и тот, кто не обладает такой волей, относительно коего нельзя рассчитывать на наличность у него мотивов, препятствующих посягательству на право, находится в противоречии с правовым порядком, и против него может быть употреблено принуждение.
При этом, так как идея правового порядка нарушается не только действительным посягательством на право, но и вероятностью такового, то государство должно не только восстанавливать то правовое состояние, которое нарушено преступником (принуждение к вознаграждению— возвращению вещи и прибылей, выдача эквивалента), но и уничтожить ту опасность, которая вытекает из неправомерной воли, причем там, где эта опасность проявляется непосредственно, где она является немедленно грозящею, она дает право на оборону, там же, где она более отдаленна,— право на карательное принуждение.
Правовое основание такого принуждения лежит в сознании общества, что у данного лица нет достаточных мотивов для сопротивления злу и что пока это не изменится, будет существовать постоянная опасность данного лица для правового порядка; доказательствами же такого состояния служит его деятельность, учинение им преступления или покушение на таковое.
Таким образом, целью наказания является уничтожение посредством принуждения в преступнике состояния общеопасности, обнаруженного учиненным им деянием, причем это принудительное предупреждение зла может быть достигнуто или путём угрозы, заставляющей преступника отказаться от преступных пожеланий, или уничтожением для преступника физической возможности делать зло; таково, например, применение смертной казни, пожизненного заключения или изгнания.

### Теории исправления
Ещё Протагор определил наказание как попытку распрямления кривого дерева; то же начало исправления наказанием, хотя и в неопределенной форме, выставляется Аристотелем; однако наибольшее распространение теории исправления получили в конце XIX — XX веке.
Цель наказания, по мнению представителей данных теорий, может быть только одна — исправление преступника, так, чтобы он по собственному своему почину перестал быть опасным для общественного спокойствия. Конечно, государство может иметь в виду только юридическое исправление преступника, т. е. развитие в лице настроения, соответствующего требованиям права, чувства правоподчиненности; при этом совершенно безразлично, будет ли данное лицо видеть в этом подчинении внутреннюю обязанность по отношению к самому себе или только обязанность внешнюю, связывающую его деятельность; будет ли он признавать в этом нечто «должное» или только «обязательное»; будет ли он считать это априорно необходимым или необходимым только в силу требования государства, которое не может требовать чего-либо неразумного.
Интересным моментом данных теорий является то, что последовательное осуществление исправляющего наказания возможно только тогда и только до тех пор, пока не будет достигнуто предполагаемое исправление преступника; поэтому и мера наказания никогда не может быть определена вполне точно и однообразно законом или судебным приговором, а может быть только установлена при исполнении наказания.

### Теории заглаживания вреда
Основная мысль этих теорий заключается в том, что наказанием должен быть изглажен тот идеальный вред, который преступление причинило государству. Как скоро человек, находящийся в состоянии вменяемости, под влиянием чувственных побуждений совершает сознательное посягательство на правовые отношения, причиняет вред правовому порядку, то его первой правовой обязанностью, условием дальнейшего его существования в обществе, является заглаждение причиненного им вреда; это заглаждение вреда и восстановление попранного права могут быть учинены им добровольно, или он будет принужден к тому государственной властью. Вред, который причиняет преступник, может быть материальный или идеальный: материальный вред заглаживается в порядке гражданского правосудия; заглаждение идеального вреда дает содержание карательной деятельности государства.
Идеальный вред представляется весьма сложным. Преступник доказывает учинением преступления прежде всего очевидный недостаток правомерной воли, уважения к нравственному достоинству, как своему, так и других, уважения к закону, недостаток необходимого для правового порядка господства разума и перевес или значительную силу чувственных побуждений, не соответствующих требованиям права и справедливости. Далее, в других гражданах преступление возбуждает презрение и недоверие к виновному, который делается непригодным для гражданского общества; вместе с тем оно производит колебание и нарушение их правомерного состояния, так как проявленное неуважение к закону возбуждает к учинению подобных же правонарушений. Наконец, особенно сильно нарушает преступление правосознание пострадавшего, по отношению к которому каждое умышленное посягательство на его права является обидой, унижением его личности, его прав, колебля в нем и уважение к праву, побуждая к неправомерным действиям, к мести. Заглаждение всех этих последствий и составляет цель карательной деятельности, которая, таким образом, распадается на 7 частных целей: 1) моральное и 2) юридическое исправление преступника; 3) восстановление уважения и доверия к нему сограждан; 4) восстановление правомерной воли у других лиц, в особенности их морального и юридического уважения к праву; 5) восстановление чести и достоинства пострадавшего; 6) восстановление правомерной воли у пострадавшего и 7) очищение государства от совершенно испорченных сочленов. Все эти цели имеют общее правовое основание — уничтожение причиненного преступником вреда, и в этом отношении их осуществление представляется не простым осуществлением полезности, а проявлением начала справедливости.

## Смешанные теории
Современные теории наказания сочетают в себе элементы всех теорий, представленных выше в различном соотношении. Как правило, признаётся, что наказание является возмездием за совершённое преступление, что оно является возмещением вреда, причинённого личности и обществу (восстановление социальной справедливости), что наказание является средством удержать самого преступника от совершения новых преступлений (как путём устранения такой возможности, так и путём его исправления) и что применение наказания оказывает устрашающее воздействие на общество.

## Отрицание наказания
Истории философии известны также взгляды, в которых право государства наказывать преступников, равно как и сама необходимость наказания, полностью отрицались.
Н. С. Таганцев делит авторов, отрицающих право наказывать, на три категории: отрицающие свободу воли, отрицающие существующую систему наказаний, и отрицающие само право государства наказывать. При этом детерминисты не полностью отрицают наказание, признавая за ним роль средства общественной охраны или рассматривая его как нечто предопределённое, а авторы второй категории, хотя и не считают, что существующая система наказаний не выполняет своих задач, всё же не отрицают право государства в принципе применять наказание, а некоторые даже и расширяют границы этого права.
В числе же наиболее важных представителей третьей группы Таганцев называет Роберта Оуэна. По его мнению, «характер низших классов общества,— говорит он,— образуется в большинстве случаев под влиянием таких обстоятельств, которые неминуемо заставляют их следовать по пути крайней нищеты и порока и делают из них самых развратных и опасных членов государства. Большинство же остального общества воспитывается в принципах, идущих вразлад с человеческою природою и неминуемо вызывающих поступки, недостойные разумных существ... Таким образом, мир наполняется безумием и нелепостями и во всех классах общества царствует неискренность и разврат». Оуэн считал, что необходимо бороться с предрассудком, согласно которому человек ответствен за то, к чему его принудили природа и общество. Преступник, то есть член общества, одаренный наихудшими природными качествами и поставленный в наиболее вредные условия, по его мнению, должен быть предметом сострадания всех, находящихся в лучшем положении: наказывать его и жестоко, и несправедливо.
По Оуэну, государство должно отказаться от своего права мстить и наказывать тех, кого оно же довело до преступлений; пожиная плоды своих рук, оно тогда по необходимости позаботится о мерах предупреждения. Оно выдвинет на первый план заботу о таком воспитании подрастающих поколений, при котором сделается невозможным обман и насилие. Сравнительное меньшинство лишится возможности окружать остальную массу человечества условиями, неизбежно образующими характеры, за которые оно считает впоследствии своим долгом и правом наказывать даже смертью; но зато в обществе водворится благоденствие и справедливость.
Н. С. Таганцев пишет, что отрицая право государства мстить нарушителю, Оуэн не затронул вопросов о праве государства охранять себя от грозящего вреда, о праве устранять вредные результаты преступления, хотя бы они и наступили по собственной вине государства. Он указывает, что в этом виден теоретический пробел попытки Оуэна.
Можно отметить и другие похожие теории. Так, в соответствии с доктриной «непротивления злу насилием» Л. Н. Толстого, наказание является злом, а бороться со злом (преступлениями) посредством другого зла нельзя.
Кроме того, анархисты считали, что упразднение государства приведет к отмене наказания, так как оно является необходимым атрибутом государства.

### Использованная
- Слиозберг Г. Б. Воздаяние, возмездие // Энциклопедический словарь Брокгауза и Ефрона : в 86 т. (82 т. и 4 доп.). — СПб., 1890—1907.

### Рекомендуемая
- Жижиленко А.А. Наказание. Его понятие и отличие от других правоохранительных мер. — СПб.: тип. Правда, 1914. — 676 с.
- Закревский И.П. Об учениях уголовно-антропологической школы: критический очерк. — Харьков: тип. Адольфа Дарре, 1893. — 233 с.
- Карпец И.И. Наказание. Социальные, правовые и криминологические проблемы. — М.: Юридическая литература, 1973. — 228 с.
- Козаченко И.Я., Корсаков К.В. Криминология: учебник и практикум для вузов. — М.: Юрайт, 2024. — 277 с.
- Корсаков К.В. Модель возмездия в криминологии и уголовно-правовой доктрине. — М.: Юрлитинформ, 2007. — 224 c.
- Корсаков К.В. Принцип равновозмездности в феномене уголовного наказания // Государство и право. — 2015. — № 6. — С. 93-97.
- Мокринский С.П. Наказание, его цели и предположения. — Томск: тип. П.И. Макушина, 1905. — 546 с.
- Пржевальский В.В. Профессор Франц Лист и его основные воззрения на преступление и наказание. – СПб.: тип. М.М. Стасюлевича, 1895. — 58 с.
- Рагимов И.М. Философия наказания и проблемы его назначения. — Баку: Дипломат, 1998. — 126 c.
- Рагимов И.М. Философия преступления и наказания. — СПб.: Юридический Центр, 2015. — 290 c.
- Решетников Ф.М. Уголовное право буржуазных стран. "Классическая" школа и антрополого-социологическое направление: учебное пособие. — М.: изд. УДН, 1985. — 103 c.
- Сорокин П.А. Преступление и кара, подвиг и награда: социологический этюд об основных формах общественного поведения и морали. – М.: Астрель, 2006. — 618 с.
- Сорочинский Н.П. К вопросу о праве наказания // Вестник права.  — 1905. — № 6. — С. 27—59.
- Фойницкий И.Я. Учение о наказании в связи с тюрьмоведением. — СПб.: тип. Министерства путей сообщения, 1889. — 504 с.
- Чиж В.Ф. Преступный человек перед судом врачебной науки. — Казань: тип. Императорского Университета, 1894. — 41 с.
- Шаргородский М.Д. Наказание, его цели и эффективность. — Л.: изд. ЛГУ, 1973. — 160 с.
- Шаргородский М.Д. Наказание по советскому уголовному праву. — М.: Госюриздат, 1958. — 239 с.
- Шаргородский М.Д. Наказание по уголовному праву эксплуататорского общества. — М.: Госюриздат, 1957. — 304 с.

### Дополнительная
- Theories Of Punishment.
- Criminal Punishment // MSN Encarta.
- Таганцев Н.С. Уголовное право (Общая часть). Часть 2. По изданию 1902 года..